# Primazia del diritto unionale europeo
La primazia del diritto dell'Unione europea (a volte indicata come primato o prevalenza del diritto unionale) è un principio giuridico che stabilisce la prevalenza del diritto dell'Unione europea rispetto alle norme nazionali contrastanti degli Stati membri dell'UE.

## Contenuto
In presenza di una legge nazionale che contrasti con una norma comunitaria, il giudice ordinario deve disapplicare la legge nazionale nel caso specifico e applicare il diritto dell'Unione, senza porre quesiti di incostituzionalità o attendere che il legislatore nazionale risolva il conflitto adeguando il diritto interno al diritto dell'Unione.
Gli atti comunitari prevalgono su quelli degli Stati membri, sia per quelli preesistenti all'approvazione della norma comunitaria che per quelli emanati successivamente. Si tratta quindi di una priorità ontologica, non temporale.
La disapplicazione di una norma nazionale costituisce un precedente giuridico per altre sentenze che debbano applicare le stesse norme. Il confine fra il potere del giudice dello Stato membro e quello del legislatore è, soprattutto, che, pur interpretando entrambi la legge nazionale, il giudice adito può disapplicare la legge solo nello specifico caso. Per la Corte di giustizia europea, comunque, i tribunali nazionali e i funzionari pubblici devono disapplicare una norma nazionale che ritengono non conforme al diritto dell'UE.

## Storia
Il principio è stato proclamato per la prima volta dalla Corte di giustizia dell'allora Comunità economica europea, in sede di interpretazione dei Trattati di Roma, nella sentenza sul Costa v. ENEL. Indi il principio è stato ribadito e specificato nella seguente giurisprudenza pertinente:
- Corte di Giustizia, 16 giugno 1966, causa Lutticke;
- Corte di Giustizia, 21 giugno 1974, causa Reyners;
- Corte di Giustizia, 17 dicembre 1970, causa 11/70, Internationale Handelsgesellschaft;
- In Frontini v. Ministero delle Finanze[4] l'attore ha cercato di far disapplicare una legge nazionale senza dover attendere che lo facesse la Corte Costituzionale italiana. La Corte di giustizia ha stabilito che la Corte suprema di ogni Stato deve applicare il diritto dell'Unione nella sua interezza;
- Corte di Giustizia, 9 marzo 1978, C-106/77, Simmenthal (Racc. pag. 629), recante l'obbligo di annullare disposizioni di diritto interno incompatibili con il diritto dell'Unione;
- C-106/89, Marleasing (Racc. pag. I-7321), il diritto nazionale deve essere interpretato e applicato, se possibile, per evitare un conflitto con una norma comunitaria;
- Corte di Giustizia, 22 giugno 1989, causa 103/88, Fratelli Costanzo, in cui la Corte ha precisato che la prevalenza del diritto comunitario vincola non solo i giudici nazionali, ma "tutti gli organi dell'amministrazione, compresi quelli degli enti locali territoriali", a disapplicare le norme interne, statali e regionali, che si pongano in contrasto con il diritto comunitario.
- Corte di Giustizia 19 novembre 1991, cause riunite C-6/90 e C-9/90, Francovich e Bonifaci contro Repubblica Italiana (costituisce illecito il fatto dello Stato membro, che, anche in qualità di legislatore, omette di adottare provvedimenti attuativi necessari alla trasposizione di direttive non direttamente applicabili, ovvero vanifica la portata espansiva del patrimonio giuridico del cittadino europeo);
- Corte di Giustizia 5 marzo 1996 Cause riunite C-46/93 e C-48/93 Brasserie du pêcheur/Factortame, § 23 secondo cui ”il principio della responsabilità dello Stato per danni causati ai singoli ha valore in riferimento a qualsiasi ipotesi di violazione del diritto comunitario commessa da uno Stato membro, qualunque sia l'organo di quest'ultimo la cui azione od omissione ha dato origine alla controversia”;
- Corte di Giustizia 8 ottobre 1996, causa Dillenkofer;
- Corte di Giustizia 23 maggio 1996, causa Hedley Lomas con la quale è stata riconosciuta la responsabilità dello Stato membro per i danni cagionati non da un atto normativo, ma da un atto amministrativo adottato in violazione del diritto comunitario;
- Corte di Giustizia 11 luglio 2002, in causa C-62/00, Marks & Spencer v. Commissioners of Customs & Excise;
- Corte di Giustizia 5 ottobre 2004, cause riunite da C-397/01 a C-403/01, Pfeiffer und Roith v. Deutsches Rotes Kreuz, Kreisverband Waldshut e V, § 103.

Successivamente riaffermata positivamente nei trattati di Amsterdam e di Lisbona, tale primazia risulta accolta dalle giurisprudenze nazionali di tutti gli Stati membri, con l'unico limite del rapporto con le Costituzioni nazionali che resta ancora piuttosto incerto e problematico.

## Giurisprudenza unionale
La Corte di Giustizia europea ha chiarito per la prima volta il rapporto fra diritto comunitario e nazionale con la sentenza sul caso Simmenthal.
Con sentenza del 9 settembre 2003 (procedimento C-198/01), la Corte di Giustizia Europea (CGUE) ha affermato la preminenza del diritto dell'Unione Europea nell'ambito del diritto di antitrust con riferimento alla fattispecie dell'abuso di posizione dominante.
La sentenza della Corte di giustizia (Grande Sezione) del 4 dicembre 2018 ha applicato lo stesso principio di preminenza in ambito giuslavoristico, relativamente ad una questione di parità di trattamento in materia di occupazione all'interno delle forze di polizia irlandesi. Fermo restando che i singoli Stati membri conservano il diritto di identificare l'organismo giurisdizionale precostituito per legge ad accertare le antinomie e annullare le norme nazionali in contrasto col diritto comunitario, viene precisato che «il principio del primato del diritto dell'Unione impone non solo agli organi giurisdizionali, ma anche a tutte le istituzioni dello Stato membro di dare pieno effetto alle norme dell'Unione», e che l'obbligo di disapplicare riguarda «anche tutti gli organismi dello Stato, ivi comprese le autorità amministrative, incaricati di applicare, nell'ambito delle rispettive competenze il diritto dell'Unione». Pertanto, il principio di preminenza trova applicazione in tutte le materie legislative e regolamentari concorrenti fra Unione Europea e Stati membri, ed è vigente per tutti gli organismi decisionali contemplati nel diritto nazionale.
In presenza di un'antinomia, lo Stato membro può disporre che il procedimento amministrativo sia sospeso e la questione di illegittimità della norma applicabile sia rinviata all'organismo giurisdizionale preposto dal diritto interno dello Stato a dirimere le antinomie, quale ad esempio una Corte Costituzionale o la Corte Suprema. Tale procedura è necessaria a garantire il principio di eguaglianza dei cittadini davanti alla legge, nonché un'uniforme ed omogenea applicazione delle norme. Diversamente, si verificherebbero molteplici disapplicazioni contrastanti da parte dei giudici di merito che, da caso a caso, potrebbero rilevare o meno il contrasto delle norme nazionali o comunitarie, disponendo l'applicazione della norma nazionale vs quella comunitaria.
Più in generale, l'eventualità di pronunciamenti contrastanti sorge anche nell'interpretazione delle norme di diritto civile e penale in relazione al loro stesso contenuto e norme di pari grado, e non soltanto in relazione a norme di rango superiore (costituzionali o comunitarie): a tal fine, l'ordinamento italiano prevede l'obbligo di un pronunciamento a Sezioni unite da parte della Corte Suprema. Ciò non è invece d'obbligo rispetto a due giudizi opposti circa l'applicabilità o l'obbligo di disapplicazione di una norma nazionale per violazione di una norma comunitaria, circostanza per la quale non è identificato uno specifico organismo giurisdizionale di accertamento delle antinomie.
Questa possibilità è chiaramente preclusa nel diritto comunitario dalla sentenza CGUE del 4 dicembre 2018 che, in base alla precedente giurisprudenza, afferma:
(Corte di giustizia (Grande Sezione) del 4 dicembre 2018)

## Tipologie di adattamento nazionale
In alcuni casi, i legislatori nazionali hanno riconosciuto la precedenza del diritto dell'UE nelle loro Costituzioni. Ad esempio, la Costituzione irlandese contiene questa clausola: "Nessuna disposizione di questa Costituzione invalida le leggi emanate, gli atti compiuti o le misure adottate dallo Stato che sono rese necessarie dagli obblighi di appartenenza all'Unione Europea o alle Comunità".

### Rapporti con l'ordinamento italiano
L'art. 11 della Costituzione italiana ammette che la Repubblica possa accettare limitazioni alla sovranità per l'adesione a organismi sovranazionali. La Corte Costituzionale ha più volte ribadito la legittimità di tale rapporto fra gli ordinamenti, pur precisando che tale teoretica incontra il limite invalicabile dei princìpi supremi della Costituzione.
La Corte Costituzionale è intervenuta in passato specificando che nel caso in cui si profili un contrasto tra una norma interna e una norma dell'Unione europea, il giudice nazionale comune deve procedere ad una interpretazione della norma in ossequio alla predetta primazìa.
La preminenza del diritto comunitario (oggi unionale) in Italia è stata riconosciuta dalla sentenza della Corte Costituzionale 8 giugno 1984 n. 170 nel caso Granital, secondo cui, in presenza di norme europee ad effetto diretto:
Vi si statuiva altresì che, quando invece si trattasse di un conflitto con una norma europea priva di efficacia diretta, la norma interna dovrà essere sottoposta a controllo di costituzionalità; in effetti la Corte si riservava il potere di sindacato circa l'interferenza con eventuali “controlimiti”.
Il principio trova ora fondamento nell'art. 117 della Costituzione: "La potestà legislativa è esercitata dallo Stato e dalle regioni nel rispetto dei vincoli derivanti dall'ordinamento comunitario".
Nel 2013, la Corte di Giustizia dell'UE ha autorizzato l'Autorità garante della concorrenza e del mercato a disapplicare una norma fiscale italiana che esentava Poste Italiane dal pagamento dell'IVA. L'Agcm ha ordinato il pagamento dell'imposta entro il termine di 180 giorni, ma senza imporre sanzioni a fronte dei comportamenti accertati che erano conseguenti al rispetto della legge italiana.
In altre parole, non è il soggetto privato ad essere tenuto ad interpretare le antinomie fra diritto comunitario e diritto nazionale, sebbene abbia facoltà di sollevare la loro esistenza innanzi all'autorità amministrativa: l'esistenza di un'antinomia lo esonera dalle relative sanzioni previste dalle norme dei due ordinamenti in conflitto. Non è invece privo di sanzioni economiche o interdittive il successivo atto dell'autorità amministrativa che riconosca l'antinomia della norma italiana con quella europea, disponendo di conformarsi a quest'ultima sia nei rapporti di diritto pubblico (es. un'imposta statale) che di diritto privato (es. l'apertura del mercato a un nuovo concorrente).
Ogni interessato deve presentare ricorso chiedendo che si applichi il diritto comunitario, disapplicando quello nazionale. Con la legge sulla class action può disapplicare la legge nazionale su un numero di ricorrenti, che può essere anche molto elevato. Senza una sentenza che disapplica il diritto comunitario, i soggetti devono seguire le norme nazionali vigenti.
Il ricorso alla Consulta per il conflitto fra il diritto comunitario e una norma nazionale entrambe costituzionali è rigettato come inammissibile, e si risolve automaticamente nell'obbligo per il giudice adito di applicare la norma comunitaria e non quella italiana.
Più complessa è la questione se il giudice solleva quesito di costituzionalità per la norma europea che è prevalente e che dovrebbe applicare.
Il primato del diritto comunitario vale anche quando il giudice nazionale, interpretando la legge, ritenga che questa confligga con fonti primarie del diritto dell'Unione.

### Rapporti con l'ordinamento tedesco
Sin dall'inizio, in Germania si scelse di provvedere ad adempiere al principio per via giurisprudenziale: in Solange II, la Corte costituzionale tedesca ha ritenuto che,  fintanto che ( in tedesco solange  ) il diritto dell'Unione prevede un livello di tutela dei diritti fondamentali sostanzialmente in linea con le tutele offerte dalla Costituzione tedesca, non avrebbe riesaminato più atti specifici dell'Unione alla luce di tale Costituzione.
In tempi più recenti, la corte costituzionale tedesca è intervenuta in materia di quantitative easing per ordinare a tutti gli organismi giurisdizionali e amministrativi del proprio Stato di non applicare un atto della Banca Centrale Europea giudicato non conforme con la Legge Fondamentale tedesca e con il diritto unionale stesso. La vicenda interessa soprattutto per aver toccato il problematico rapporto tra norme costituzionali di uno Stato membro e trattati unionali, in una situazione in cui la natura sovranazionale dell'Unione non è ancora evoluta in direzione pienamente federale.
Nel 2018, la Corte di Giustizia aveva dichiarato legittimo il QE avviato da Draghi tre anni prima per un valore complessivo di 700 miliardi di euro. La Corte Costituzionale tedesca ha statuito che la Corte di Giustizia Europea aveva agito illegittimamente oltre i propri poteri (ultra vires), trasformando uno strumento di politica monetaria in uno di politica economica, di competenza degli Stati membri; inoltre, essa avrebbe agito in modo non proporzionato, ignorando il danno economico di tali politiche espansionistiche recato ai risparmi dei cittadini europei. Il BVerG ha chiesto alla BCE di notificare e integrare entro mesi le motivazioni e l'impegno economico del programma di riacquisto dei titoli di debito pubblico degli Stati membri, a pena della disapplicazione nel territorio della Repubblica Federale Tedesca e del divieto per la Bundesbank di partecipare al programma di Quantitative Easing (QE).
Fatto senza precedenti nella storia dell'Unione Europea, una Corte Costituzionale rinviava un atto al mittente per modifiche e integrazioni, a pena della sua nullità nella giurisdizione di uno Stato membro. Per la prima volta, la corte di uno Stato membro dichiarava che non avrebbe dato seguito ad una decisione unionale; inoltre veniva giudicata la sostanza dell'atto, che dal punto di vista formale era uno strumento di politica monetaria, materia di competenza esclusiva dell'UE e non sindacabile dagli Stati membri, mentre di fatto esso produceva effetti di politica economica, materia di competenza concorrente con la Germania.
Una nota stampa della Corte di Giustizia Europea ha replicato che "solo la Corte di giustizia, istituita a tal fine dagli stati membri, è competente a constatare che un atto di un'istituzione dell'Unione è contrario al diritto dell'Unione".
La sua funzione concretizza l'obiettivo di garantire l'uniformità centralizzata di interpretazione e applicazione delle norme sottoscritte nei Trattati dell'Unione.
Il conflitto è comunque stato rapidamente ricomposto. A seguito delle motivazioni ritrasmesse dalla BCE, il ministro delle finanze Olaf Scholz ha inviato una lettera al presidente del Bundestag Wolfgang Schäuble, che affermava il pieno soddisfacimento delle richieste della corte costituzionale tedesca. Nel frattempo, la Bundesbank non ha smesso di acquistare titoli di debito pubblico tedeschi né nell'ambito del Public Sector Purchase Programme (PSPP), oggetto della decisione e proseguito oltre il termine del 5 agosto, né nell'ambito del nuovo Pandemic Emergency Purchase Programme (PEPP), annunciato nel marzo 2020 con una dotazione iniziale pari a 750 miliardi di euro, poi elevata a 1.35 miliardi di euro. Un'eccezione per quest'ultimo era peraltro già stata esplicitamente prevista dalla decisione della corte costituzione tedesca, tenuto conto dell'emergenza pandemica in atto.

### Rapporti con l'ordinamento francese
Con la décision n. 2021-940, il Consiglio costituzionale ha ribadito la teoria dei contro-limiti che, elaborata a partire dalla décision n. 2004-496 DC del 10 giugno 2004, verte sul concetto di identità costituzionale nazionale: «siccome la trasposizione in diritto interno di una direttiva comunitaria deriva da un'esigenza costituzionale – l'art. 88-1 Cost. sancisce la partecipazione della Francia all'UE, ciò da cui deriva necessariamente il rispetto dei vincoli istituzionali e normativi da questa imposti – qualora le norme interne «che si limitano a trarre le conseguenze necessarie di norme incondizionate e precise di una direttiva» disattendano diritti e libertà costituzionalmente sanciti, è ai giudici di diritto comune dell'Unione, e dunque alle giurisdizioni ordinarie e amministrative francesi e, se del caso, alla Corte di Lussemburgo, che spetta tutelare questi ultimi, non al Conseil constitutionnel. L'autolimitazione di competenza di quest'ultimo, pensata per non invadere la sfera riservata alla Corte di giustizia, è stata a più riprese ribadita e finanche estesa alle leggi interne volte ad adattare l'ordinamento interno ai regolamenti UE (Cons. const., décision n. 2018-765 DC). Se il giudice costituzionale francese, adito tanto a priori quanto, dopo il 2010, nell'ambito di una QPC, deve dichiararsi incompetente a esperire il controllo di convenzionalità, ciò non implica un'impossibilità assoluta di contestare la normativa secondaria euro-unitaria. Con una formulazione oramai consolidata, è stato il Conseil constitutionnel stesso a stabilire un'eccezione per cui, ove siano messi in discussione “règles et principes inhérents à l’identité constitutionnelle de la France”, esso può allora intervenire per garantire il rispetto di questi ultimi (a partire da Cons. const., décision n. 2006-540 DC)».